# بیرتلینگن
بیرتلینگن (به آلمانی: Birtlingen) یک شهر در آلمان است که در بیتبورگ-پروم واقع شده‌است. بیرتلینگن ۷۱ نفر جمعیت دارد.